# Hauptstrasse 249
Die Hauptstrasse 249 ist eine Schweizer Hauptstrasse und eine Kantonsstrasse im Kanton Jura.

## Verlauf
Die 24 Kilometer lange Strasse beginnt an der Landesgrenze zu Frankreich bei La Motte im Tal des Doubs und führt dem Fluss entlang durch Ocourt und Bellefontaine bis nach Saint-Ursanne. Die schmale Passage durch diese historische Ortschaft umgeht sie auf der 1994 eröffneten Umfahrungsstrasse mit zwei Brücken über den Doubs. Die denkmalgeschützte Bogenbrücke Pont de Saint Jean von 1728 führt von der Umfahrungsstrasse zur Stadt. Östlich von Saint-Ursanne führt die Strasse auf der Pont de Lorette, einer modernen Schrägseilbrücke, über den Doubs.
Das Tal von Saint-Ursanne ist als Teil des Landschaftsschutzgebiets Vallée du Doubs im Bundesinventar der Landschaften und Naturdenkmäler von nationaler Bedeutung (BLN) verzeichnet.
Östlich von Saint-Ursanne steigt die Strasse als Route des Rangiers durch das Seitental von Paquoille hinauf. Dabei führt sie unter dem hohen Viadukt Combe Maran der Bahnstrecke Delémont–Delle und der Autobahn A16 hindurch, mit welcher sie über ein Anschlussbauwerk verbunden ist. Der kurze Autobahnabschnitt mit der Zufahrt liegt zwischen dem Tunnel du Mont Terri im Nordwesten und dem Tunnel du Mont Russelin im Südosten.
Auf dem Bergkamm nördlich von La Combe erreicht sie die Hauptstrasse 6 (Les Rangiers-Strasse). Mit dieser hat sie eine kurze gemeinsame Strecke von rund 400 Metern Länge. Bei der Kreuzung von Les Malettes zweigt sie auf der Höhe von 813 m ü. M. nach rechts von der Hauptstrasse 6 ab, die weiter zum Passübergang Col des Rangiers weiterführt. Bei Les Malettes stand im schmalen Gebiet zwischen den beiden Strassen von 1924 bis 1989 das militärische Denkmal Sentinelle des Rangiers.
Die Hauptstrasse 249 erreicht auf dem Bergrücken die Siedlung La Caquerelle und führt dann gegen Süden steil am Berghang hinab zur Ortschaft Boécourt, wo sie wieder mit der Autobahn A16 verbunden ist. Nahe vom Zufahrtsbauwerk befindet sich das Ostportal des Autobahntunnels Mont Russelin. Unmittelbar nach dieser Stelle erreicht sie in einem Kreisverkehr bei Glovelier in der Gemeinde Haute-Sorne die Hauptstrasse 18.